# Rhodobryum leucothrix
Rhodobryum leucothrix là một loài Rêu trong họ Bryaceae. Loài này được (Müll. Hal.) Broth. miêu tả khoa học đầu tiên năm 1904.